# هانه اریکسن
هانه اریکسن (انگلیسی: Hanne Eriksen؛ زادهٔ ۲۰ سپتامبر ۱۹۶۰) قایقران روئینگ اهل دانمارک است.